# Christine av Frankrike
Christine Marie av Frankrike, född 10 februari 1606, död 27 december 1663, var hertiginna av Savojen 1630–1637 som gift med Viktor Amadeus I av Savojen. Hon var Savojens regent mellan 1637 och 1648 som förmyndare för sina söner. Även efter att hennes mandat som regent formellt utgått, behöll hon ett starkt inflytande.

## Biografi
Christine föddes på Louvren i Paris som tredje barn till kung Henrik IV av Frankrike och hans andra maka, Maria av Medici. Hon var yngre syster till Ludvig XIII av Frankrike och Elisabet av Frankrike och äldre syster till bland andra Henrietta Maria av Frankrike.
Christine Marie gifte sig med hertig Viktor Amadeus I av Savojen den 10 februari 1619. Maken besteg tronen 1630. 

### Regent
Vid makens död 1637 blev hon regent för sin omyndige son Frans Hyacinth av Savojen, och vid dennes död året därpå fortsatte hon som regent för näste son, Karl Emanuel II av Savojen.
Christines svågrar ifrågasatte hennes regentpost och ett inbördeskriget bröt ut mellan "principisti", som stödde hennes svågrar med hjälp från Spanien, och "madamisti", vilka stödde henne med hjälp från Frankrike. Hon segrade i inbördeskriget 1642 med fransk hjälp, men förhindrade ändå franskt inflytande.
Christine var känd för sitt nyckfulla styre och sina många sexualpartners. Hon beskrivs som självsäker och viljestark och införde fransk kultur vid hovet. Hon fortsatte att styra Savojen till sin död, även efter att hennes son blivit myndig och hennes formella mandatperiod gått ut (1648).

### Död och eftermäle
Christine av Frankrike avled 1663 och begravdes i Vercelli. Hennes dotterdotter Maria Anna Victoria av Bayern blev anmoder till Huset Bourbon genom sin andra son Filip V av Spanien.
I NBC-programmet Vem tror du att du är? framkom att den amerikanska skådespelaren Brooke Shields är en av hennes ättlingar.